# 야마구치현 제2구
야마구치현 제2구(일본어: 山口県第2区)는 일본의 중의원 선거구이다. 1994년 공직선거법이 개정되면서 신설되었다.

## 지역
- 구다마쓰시
- 이와쿠니시
- 히카리시
- 야나이시
- 슈난시
- 오시마군
- 구가군
- 구마게군

## 역대 의원
| 선거          | 정당 | 정당       | 의원            |
| ------------- | ---- | ---------- | --------------- |
| 1996년 제41회 |      | 자유민주당 | 사토 신지       |
| 2000년 제42회 |      | 민주당     | 히라오카 히데오 |
| 2003년 제43회 |      | 민주당     | 히라오카 히데오 |
| 2005년 제41회 |      | 자유민주당 | 후쿠다 요시히코 |
| 2008년 보궐   |      | 민주당     | 히라오카 히데오 |
| 2009년 제45회 |      | 민주당     | 히라오카 히데오 |
| 2012년 제46회 |      | 자유민주당 | 기시 노부오     |
| 2014년 제47회 |      | 자유민주당 | 기시 노부오     |
| 2017년 제48회 |      | 자유민주당 | 기시 노부오     |
| 2021년 제49회 |      | 자유민주당 | 기시 노부오     |
| 2023년 보궐   |      | 자유민주당 | 기시 노부치요   |
| 2024년 제50회 |      | 자유민주당 | 기시 노부치요   |

## 역대 선거 결과

### 1996년 (제41회)
|  | 38.61% |

|  | 37.58% |

|  | 15.91% |

|  | 6.53% |

|  | 1.36% |

### 2000년 (제42회)
|  | 47.49% |

|  | 44.29% |

|  | 8.22% |

### 2003년 (제43회)
|  | 51.61% |

|  | 42.87% |

|  | 5.52% |

### 2005년 (제44회)
|  | 47.09% |

|  | 46.82% |

|  | 6.09% |

### 2008년 (제44회 보궐)
|  | 55.21% |

|  | 44.79% |

### 2009년 (제45회)
|  | 51.65% |

|  | 46.54% |

|  | 1.81% |

### 2012년 (제46회)
|  | 55.37% |

|  | 28.01% |

|  | 12.49% |

|  | 4.13% |

### 2014년 (제47회)
|  | 58.41% |

|  | 34.88% |

|  | 6.71% |

### 2017년 (제48회)
|  | 73.83% |

|  | 26.17% |

### 2021년 (제49회)
|  | 76.94% |

|  | 23.06% |

### 2023년 (제49회 보궐)
|  | 52.47% |

|  | 47.53% |

### 2024년 (제50회)
|  | 50.41% |

|  | 49.59% |

## 같이 보기
- 야마구치현 선거구